# Kikuchi Kan

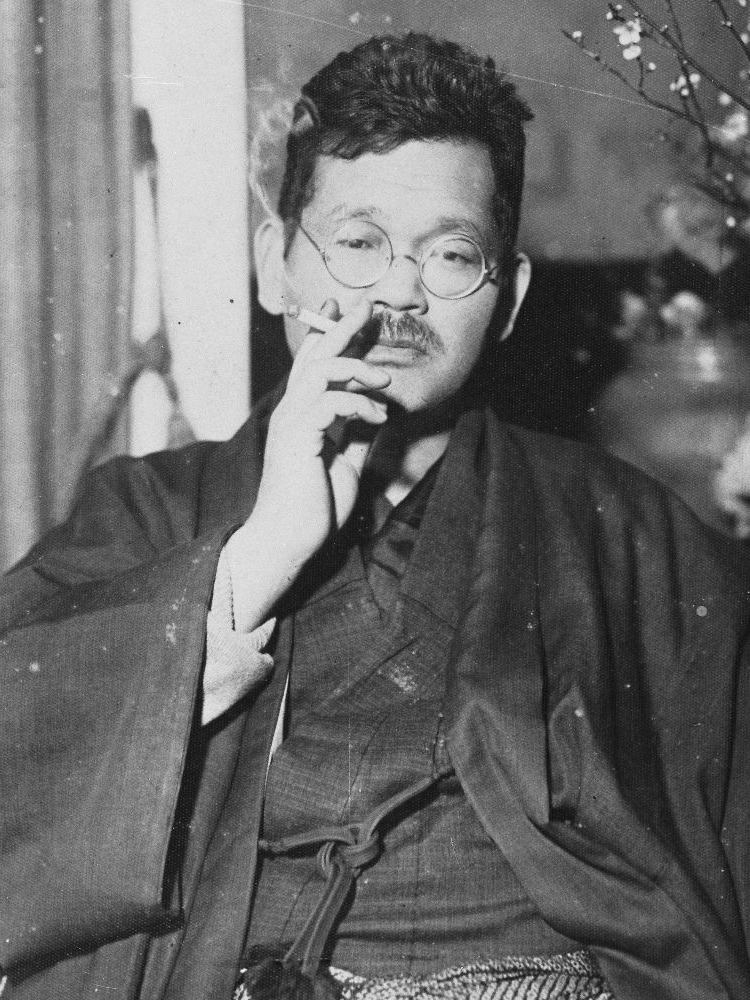
Kikuchi Kan

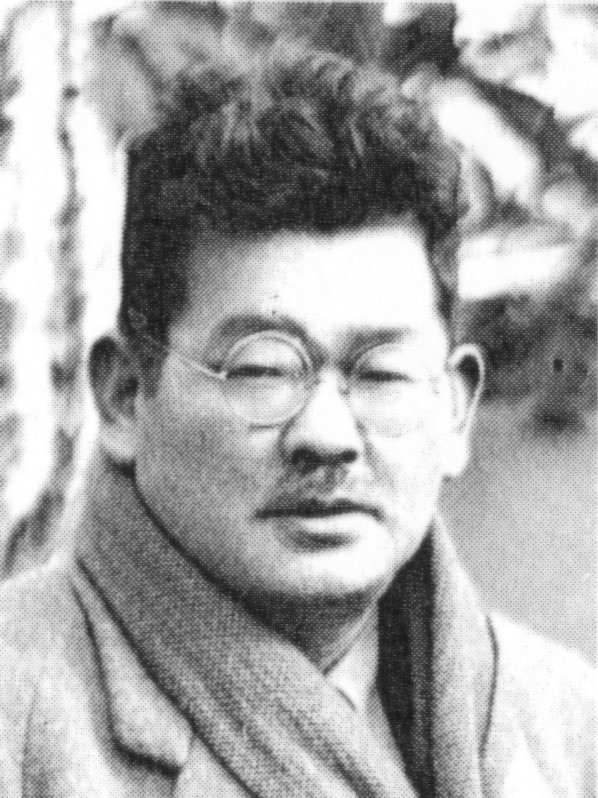
Kikuchi Kan

Kikuchi Kan (japanisch 菊池 寛, bürgerlich bei derselben Schreibung: Kikuchi Hiroshi; * 26. Dezember 1888 in Takamatsu; † 6. März 1948 in Tokio) war ein japanischer Erzähler und Dramatiker. Er stiftete 1935 den Akutagawa-Preis und den Naoki-Preis für Massenliteratur.

## Leben und Wirken
Kikuchi Kan wurde in Takamatsu als Sohn einer verarmten Samurai-Gelehrtenfamilie geboren. 1908 wurde er zur Höheren Normalschule Tōkyō (später University of Education) zugelassen. Er musste allerdings die Schule wegen eines kleineren Diebstahls in den Schlafräumen verlassen, obwohl er an der Sache nicht beteiligt war. Im folgenden Jahr konnte er sich an der „National First Higher School“ einschreiben, wo er sich mit vielen zukünftigen Schriftstellern anfreundete, unter denen Akutagawa Ryūnosuke, Yamamoto Yūzō und Kume Masao vielleicht die bekanntesten sind. Kikuchi studierte dann von 1913 bis 1916 Anglistik in Kyōto. Als Student las er Shaw und schrieb später selbst Dramen.
Ab 1920 wurde seine Erzählung „Shinju fujin“ in je einer Zeitung in Osaka und in Tōkyo als Serie veröffentlicht, die außerordentlich gut ankam. Viele weitere melodramatische Werke sollten folgen. Im selben Jahr wurde sein Drama „Chichi kaeru“ – „Ein Vater kehrt zurück“ – in einem größeren kommerziellen Theater in Tōkyō uraufgeführt. Das Stück fand großen Anklang und begründete seinen Ruhm als Stückeschreiber.
1923 gründet Kikuchi den Verlag „Bungei Shunjū“ und gab die Literaturzeitschrift Bungeishunjū heraus. Das war zum Teil als Gegenposition zur Aggressivität marxistischer Literatur gedacht, wie sie sich in der „Proletarischen Literatur“ zeigte. Obwohl die Zeitschrift an den gesellschaftlichen Folgen des Kantō-Erdbebens 1923 litt, erholte sie sich wieder und wurde zu einer weit gelesenen, einflussreichen Zeitschrift.
Zu den wichtigsten Beiträgen zur literarischen Welt Japans gehören die Stiftung des Akutagawa-Preises und des Naoki-Preises im Jahr 1935.  Der Akutagawa-Preis wird halbjährlich vom Förderverband für japanische Literatur an meist noch unbekannte Nachwuchsautoren verliehen. Mit dem Naoki-Preis werden Schriftsteller der populären unterhaltenden Literatur ausgezeichnet. Den Kikuchi-Kan-Preis stiftete er 1938, um ältere verdiente Schriftsteller zu würdigen.
Kikuchis erste Stücke fanden zunächst kaum Beachtung. Nachdem seine autobiografische Novelle Mumeisakka no nikki (1918) und die Erzählung Onshū no kanata ni (1919) erschienen waren, galt er zeitweilig neben Akutagawa als einer der Hauptvertreter des Neorealismus. Ab 1920 wandte er sich mehr dem Unterhaltungsroman zu und wurde zu einem Modeschriftsteller seiner Zeit. Kikuchi Kan machte den modernen Bürger zum Thema seiner Werke. In  „Dichter und Anlage“ (1920) behauptete er, „dass auch ein Durchschnittsmensch sich zum Dichter heranbilden kann [...] und dass die Tür zur Dichtung jedem offen stehe.“
Kikuchi Kan starb 1948 im Alter von 59 Jahren an Stenokardie.

## Werke
- 1916 Okujō no kyōjin (屋上の狂人) – Der Irre auf dem Dach, engl. The Madman on the Roof, 1956
- 1917 Chichi kaeru (父帰る) – Der Vater kehrt zurück, 1935
- 1918 Mumeisakka no nikki (無名作家の日記) – „Tagebuch eines noch unbekannten Dichters“
- 1919 Tadanao-kyō gyōjōki (忠直卿行状記) – „Die Lebensweise des Fürsten Tadanao“
- 1919 Onshū no kanata ni (恩讐の彼方に)
  - „Jenseits von Liebe und Hass“, übersetzt von Kakuji Watanabe. In: Japanische Meister der Erzählung, Walter Dorn Verlag, Bremen, 1960, S. 9–28.
- 1920 Shinju fujin (真珠夫人)
- Ren’ai kekkon seido (恋愛結婚制度)
  - „Liebesheiratssitte“, dt. von Hermann Bohner, in: OAG „Nachrichten“ 45, 46, Tōkyō 1938.

Weitere Übersetzungen ins Deutsche finden sich in: Jürgen Stalph et al. (Hrsg.): Moderne japanische Literatur in deutscher Übersetzung. Eine Bibliographie der Jahre 1868-1994. München 1995 (iudicium), S. 85.

### Jenseits von Liebe und Hass
Die Kurzgeschichte erzählt die rührselige Geschichte der Läuterung des Missetäters Ichikuro, der seinen Gebieter erschlägt und als geläuterter Mönch den Bewohnern eines Dorfes einen Dienst erweist. Die Erzählung, die 1725 spielt, beginnt in medias res mit der Auseinandersetzung zwischen Ichikuro und seinem Herrn Nakagawa, der erzürnt, dass Ichikuro ihn mit seiner Nebenfrau betrogen hat, mit dem Schwert auf ihn losgeht. Im Handgemenge erschlägt er Nakagawa, der einen dreijährigen Sohn zurücklässt, und türmt mit seiner ehebrecherischen Geliebten Oyumi aus Yedo. Die beiden Flüchtenden gelangen zum Dorf Yabuhara in der Region Kiso-gun. Da ihnen das Geld ausgeht, eröffnen sie an einem Bergpass ein Teehaus. Während Oyumi die Gäste ausspäht, fängt Ichikuro abreisende Gäste auf ihrem Weg ab, um sie zu erschlagen und zu berauben. So geht das Verbrecherdasein der beiden drei Jahre hin, bis Ichikuro eines Abends, nachdem er einen Seidenraupenhändler und dessen Frau ermordet hat, mit Oyumi in Streit gerät, weil er vergaß den Haarschmuck der Gemeuchelten mitzubringen. Während Oyumi den Haarschmuck holt, treiben Gewissensbisse Ichikuro zur überhasteten Flucht.
Er gelangt zum Tempel Joan-ji in Mino, wo er betet und sich einem buddhistischen Priester anvertraut. Dieser rät ihm, sich nicht der Polizei zu stellen und sich stattdessen dem Buddhismus hinzugeben. Diesem Rat folgend tritt Ichikuro als Mönch Ryokai in den Priesterstand ein, um sich selbst zu „erlösen, indem er sein Leben für die Menschenwelt opfert“. Auf der Suche nach einem Dienst für die Menschheit pilgert er über Kyōto nach Kyūshū, besucht die Tempel Usa Hachiman-gū und Rakan und gelangt schließlich zum Dorf Hida, wo er gebeten wird für einen Verunglückten zu beten. Er erfährt, dass der Mann, wie viele zuvor, auf einem gefährlichen Bohlenweg um einen Felsenklippe herum zu Tode kam. Er sieht seine Chance gekommen und beschließt den Fels auf einer Länge von 400 m mit Hammer und Meißel zu durchstechen, um einen sicheren Weg zu schaffen. Verlacht von den Dorfbewohnern gräbt Ryokai sich innerhalb eines Jahres drei Meter tief in den Fels. Jahr um Jahr arbeitet er sich unter wechselnder Aufmerksamkeit der Dorfbewohner durchs Gestein. Derweil macht sich, nunmehr erwachsen, der Sohn des einst erschlagenen Nakagawa auf die Mordtat an seinem Vater zu rächen und die Familienehre wiederherzustellen. Er findet den ausgemergelten Ryokai 19 Jahre nach dessen Bluttat und gestattet ihm den bevorstehenden Felsdurchstich zu beenden. Die Arbeit zieht sich annähernd zwei weitere Jahre hin, sodass Nakagawas Sohn am 10. September 1746 gemeinsam mit Ryokai den Durchbruch zur anderen Seite erlebt. Zu Tränen gerührt, dass das Lebenswerk gelang, fallen sich beide in die Arme und „vergaßen das Vergangene.“